# Metacantharis wittmeri
Metacantharis wittmeri là một loài bọ cánh cứng trong họ Cantharidae. Loài này được Svihla miêu tả khoa học năm 1992.